# Agencja towarzyska

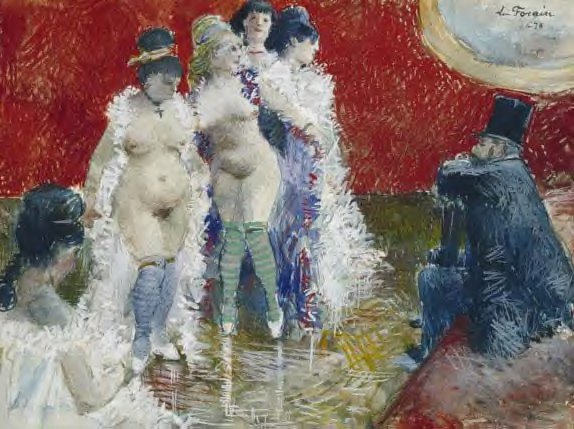
Le client (Klient) – obraz z 1898 roku autorstwa Jeana Louisa Foraina, kolekcja Dixon Gallery and Gardens, Memphis.

Agencja towarzyska – firma, przedsiębiorstwo lub inna forma działalności oficjalnie zajmująca się pośrednictwem w wynajmie osób do towarzystwa, najczęściej trudniąca się czerpaniem korzyści z prostytucji.
Nazwy agencja towarzyska, w eufemistycznym znaczeniu, używają w Polsce, domy publiczne i inne – legalne lub nie – przedsięwzięcia oferujące usługi prostytutek.
W Polsce agencje towarzyskie mają swoje strony internetowe, reklamują się na serwisach pornograficznych i w ogłoszeniach prasowych. Ulotki reklamowe oferujące usługi agencji rozpowszechniane są na przykład w miastach targowych podczas targów, wkładane za wycieraczki samochodów itp. Agencje współpracują też z wybranymi taksówkarzami w celu werbowania klientów.
Prostytucja w Polsce nie jest karalna, natomiast Kodeks karny przewiduje kary za prowadzenie domów publicznych, czyli za sutenerstwo (czerpanie korzyści majątkowych z cudzego nierządu), a także za stręczycielstwo (nakłanianie do nierządu) i kuplerstwo (ułatwianie cudzego nierządu). Właścicielom lub osobom prowadzącym agencje towarzyskie nie sposób jednak dowieść zarzutu „czerpania korzyści z prostytucji” – gdyż wskazują, że to, co klient(ka) i pracownik/ca agencji robią za zamkniętymi drzwiami, jest już prywatną sprawą dwojga dorosłych ludzi i nie mają na to wpływu inne osoby. W praktyce występują trudności ze ściganiem prowadzenia agencji towarzyskiej, gdyż występują poważne problemy ze zbieraniem dowodów. Prokuratura w Lesznie w 1996 r., jako jedna z pierwszych w kraju, sporządziła akt oskarżenia przeciwko właścicielom agencji.
Klienci uprawiający w agencjach towarzyskich seks bez zabezpieczeń (bez, z reguły obowiązkowych, prezerwatyw) narażają się na choroby przenoszone drogą płciową, takie jak: choroby zakaźne i pasożytnicze, przenoszone na drodze kontaktu płciowego.
Z raportu przedstawionego na konferencji na temat handlu ludźmi 22 marca 2004 w Sejmie wynika, że Polska stała się krajem docelowym w tranzycie kobiet z Europy Wschodniej do polskich domów publicznych (agencje towarzyskie, mieszkaniówki, dla prostytuowania się przy drogach i stacjach benzynowych).